# Ediger-Eller
Ediger-Eller é um município da Alemanha localizado no distrito (Kreis ou Landkreis) de Cochem-Zell, na associação municipal de Verbandsgemeinde Cochem, no estado da Renânia-Palatinado. Está situada às margens do rio Mosela.

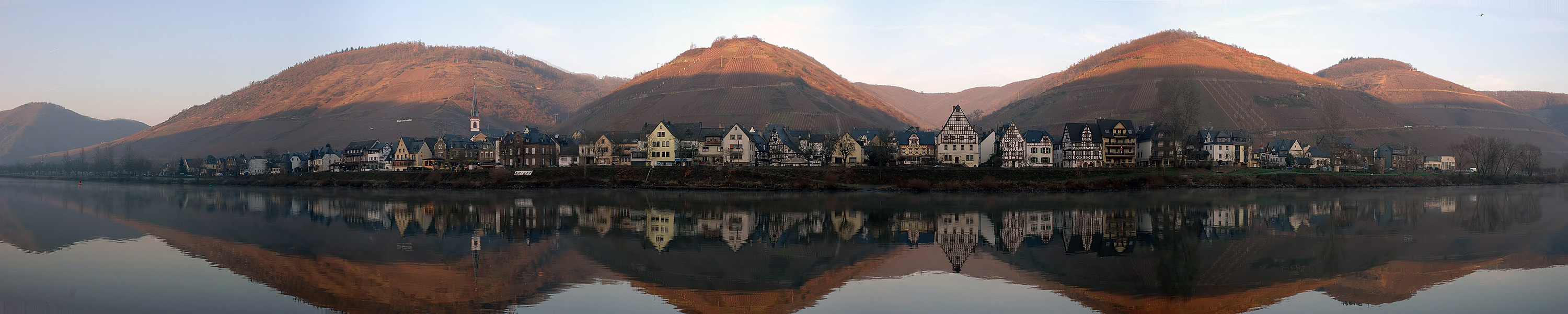
Panorama de Ediger-Eller às margens do rio Mosela